# Niort-de-Sault
Niort-de-Sault (okcitanisch: Niòrt de Saut) ist eine französische Gemeinde mit 36 Einwohnern (Stand 1. Januar 2022) im Département Aude in der Region Okzitanien. Der Ort hieß im Mittelalter Aniort.

## Lage
Niort-de-Sault ist ein abgelegenes Bergdorf und liegt etwa 81 Kilometer (Fahrtstrecke) südwestlich von Carcassonne bzw. etwa 56 Kilometer südwestlich von Limoux im Tal des Flusses Rebenty. Die Kantonshauptstadt Belcaire befindet sich etwa 10 Kilometer westlich.

## Bevölkerungsentwicklung
| Jahr      | 1968 | 1975 | 1982 | 1990 | 1999 | 2006 | 2016 |
| Einwohner | 111  | 68   | 60   | 53   | 35   | 33   | 27   |

Im Jahr 1830 hatte der Ort noch 584 Einwohner.

## Wirtschaft
Der Ort ist immer noch geprägt von der Forstwirtschaft. Viehwirtschaft (Schafzucht) wird kaum noch betrieben. Im ausgehenden 20. Jahrhundert ist der Tourismus als Wirtschaftsfaktor hinzugekommen, doch das allmähliche Aussterben der abgelegenen Gemeinde scheint unaufhaltsam weiterzugehen.

## Geschichte
Die Vizegrafschaft Sault wurde im Jahre 1013 geschaffen; der vicomte nannte sich gleichzeitig – nach dem Ort, wo seine Stammburg stand – Baron de Niort. Bereits im Jahre 1060 schloss sich Niort der Krone Aragons an, blieb aber weitgehend eigenständig.
Blanche de Laurac führte durch die Eheschließung ihrer Tochter Esclarmonde mit Guillaume de Niort den Glauben der Katharer ein. Während Guillaume dem neuen Glauben weitgehend fremd bzw. ablehnend gegenüberstand, waren seine Kinder – allen voran Bernard-Othon de Niort von der Mutter entsprechend erzogen – gläubige, wenn nicht sogar fanatische Katharer.
Niort lag soweit abseits, dass es im Albigenserkreuzzug (1209–1229) von Angriffen und Zerstörungen verschont blieb – im Gegenteil war es Bernard-Othon, der immer wieder die Auseinandersetzung suchte. Ludwig IX. hatte sich jedoch die endgültige Niederschlagung der – immer wieder aufflammenden und für Unruhe sorgenden – Katharerbewegung vorgenommen und so übergab Géraud de Niort, der Bruder Bernard-Othons, in einem Akt der Unterwerfung im Jahr 1240 sämtliche Familienbesitztümer an den französischen König.
Doch die Streitigkeiten zwischen der Vizegrafschaft Niort und der französischen Krone nahmen kein Ende, bis im Jahr 1255 – also elf Jahre nach dem Fall von Montségur – die Burg des Ortes erobert werden konnte und damit der allerletzte Zufluchtsort der Katharer ausgehoben wurde. Wenige Jahre später ordnete Ludwig IX. die Schleifung und Zerstörung sämtlicher Burgen im Pays de Sault an, nur Niort blieb – wegen seiner strategisch bedeutsamen Nähe zu Aragon – von dem Befehl ausgenommen. Das Ende der Burg von Niort kam im Jahre 1573, als ein protestantischer Haufe die seit langem verlassene Burg in Trümmer legte.

## Sehenswürdigkeiten

### Sonstige
- Das im 17. Jahrhundert erbaute neue Schloss (Château neuf de Niort) könnte man wegen seiner zwei Türme – einer eckig, der andere rund – aus der Ferne fast mit einer Kirche verwechseln; aus der Nähe jedoch sieht man die vielen Fenster. Es befindet sich im Besitz der Stadt und diente zeitweise als Wohnheim.
- Die Église de la Nativité Notre-Dame wurde im 19. Jahrhundert erbaut und dient seitdem als Pfarrkirche der kleinen Gemeinde.

## Persönlichkeiten
- Bernard-Othon de Niort (* um 1201; † um 1245?), Katharer, Ritter und Faydit